# خوان كارلوس فرانكو
خوان كارلوس فرانكو (بالإسبانية: Juan Carlos Franco)‏ (مواليد 17 أبريل 1973 في أسونسيون) هو لاعب كرة قدم باراغواياني دولي سابق كان يلعب كلاعب وسط. سبق له أن لعب في كأس العالم لكرة القدم 2002 مع منتخب بلاده.

## الألقاب
- بطل الدوري الباراغواياني: 1993، 1995، 1997، 1998، 1999، 2000 (مع أوليمبيا أسونسيون)
- كوبا ليبرتادوريس: 2002 (مع أوليمبيا أسونسيون)
- ريكوبا سودأمريكانا: 2003 (مع أوليمبيا أسونسيون)
- سوبركوبا سودأمريكانا: 1990 (مع أوليمبيا أسونسيون)

## روابط خارجية
- خوان كارلوس فرانكو على موقع الاتحاد الدولي (مؤرشف)  (الإنجليزية)
- خوان كارلوس فرانكو على موقع قاعدة بيانات كرة القدم.إي يو (الإنجليزية)
- خوان كارلوس فرانكو على موقع ناشيونال فوتبول تيمز (الإنجليزية)
- خوان كارلوس فرانكو على موقع Soccerway.com (الإنجليزية)